# Roosevelt (Nowy Jork)
Roosevelt – jednostka osadnicza w Stanach Zjednoczonych, w stanie Nowy Jork, w hrabstwie Nassau.